# Kazimierz Kieszniewski
Kazimierz Aleksander Kieszniewski (ur. 26 lutego 1886 w Skierniewicach, zm. 20 października 1962 w Pwllheli w Walii) – pułkownik uzbrojenia inżynier Wojska Polskiego.

## Życiorys
Kazimierz Aleksander Kieszniewski urodził się 26 lutego 1886 w Skierniewicach. Ukończył studia z tytułem inżyniera. Działał w Organizacji Bojowej PPS, a od 1909 roku był komendantem Związku Walki Czynnej w Borysławiu.
Po wybuchu I wojny światowej wstąpił do Legionów Polskich i służył w 1 pułku artylerii w stopniu porucznika.
Po odzyskaniu przez Polskę niepodległości w 1918 roku został przyjęty do Wojska Polskiego. Został podpułkownikiem artylerii. Następnie został awansowany do stopnia pułkownika uzbrojenia ze starszeństwem z dniem 1 czerwca 1919. Na początku lat 20. pełnił funkcję szefa Departamentu Broni. Następnie został przeniesiony do kadry oficerów artylerii. W 1923, 1924, jako oficer Okręgowego Zakładu Uzbrojenia I, był inspektorem amunicji w Departamencie III Artylerii i Uzbrojenia Ministerstwa Spraw Wojskowych. 1 kwietnia 1927 roku powierzono mu pełnienie obowiązków szefa Departamentu Uzbrojenia Ministerstwa Spraw Wojskowych w Warszawie. 14 lipca tego roku został mianowany na stanowisko szefa tegoż departamentu. 1 grudnia 1930 został zwolniony z zajmowanego stanowiska i oddany do dyspozycji I wiceministra spraw wojskowych i szefa Administracji Armii. Od 1 lipca 1934 roku sprawował stanowisko zastępcy przewodniczącego Oficerskiego Trybunału Orzekającego. W połowie 1935 został sekretarzem Komitetu do Spraw Uzbrojenia i Sprzętu (KSUS).
Podczas II wojny światowej 16 grudnia 1941 roku został przeniesiony z Oddziału VI Sztabu Naczelnego Wodza do Stacji Zbornej Oficerów Rothesay nazywanej „Wyspą Wężów”.
Od sierpnia 1962 mieszkał w polskim osiedlu w miejscowości Penrhos w Walii. Zmarł 20 października 1962 w Pwllheli w Walii, tamże został pochowany na polskiej kwaterze.

## Ordery i odznaczenia
- Krzyż Niepodległości (20 stycznia 1931)[23]
- Krzyż Oficerski Orderu Odrodzenia Polski (2 maja 1922)[24][25]
- Krzyż Walecznych (trzykrotnie)
- Złoty Krzyż Zasługi (10 listopada 1928)[26]
- Krzyż Komandorski Orderu Gwiazdy Rumunii (Rumunia, 1932)[27]
- Brązowy Medal Zasługi Wojskowej (Austro-Węgry, 1917)[2]